# Adolf von Henselt

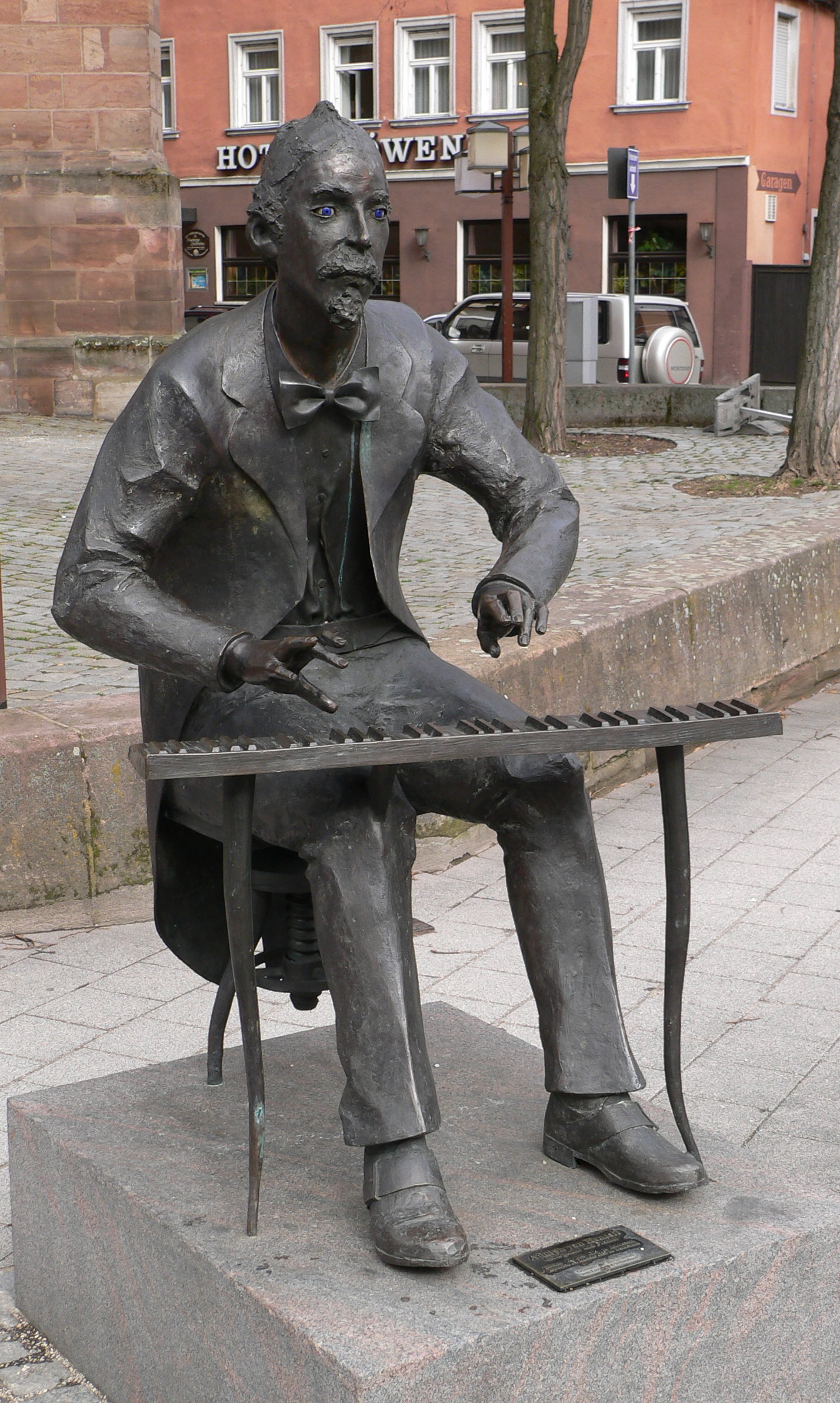
Monumento a Adolf von Henselt em sua localidade natal

Georg Martin Adolf von Henselt (Schwabach, 9 de maio de 1814 — Cieplice, 10 de outubro de 1889) foi um pianista e compositor alemão.
Estudou piano com Sechter e Hummel, e em 1836, com um recital em Berlim, começou uma notável carreira de concertista.
Suas interpretações ao piano receberam elogios por parte de Liszt e Schumann.
Mudou-se para São Petersburgo em 1837, onde foi nomeado pianista da corte e professor de música. Em 1838, encerra suas apresentações públicas, passando a dedicar-se ao ensino e à composição.
Entre as muitas obras que compôs para o piano, destacam-se seus estudos de concerto, opus 2 (12 estudos) e opus 5 (12 estudos).
Seu Concerto para Piano e Orquestra em Fá menor, opus 16, ganhou amplo reconhecimento do público e da crítica musical em sua época.